# Sint-Apolloniakapel (Sevenum)

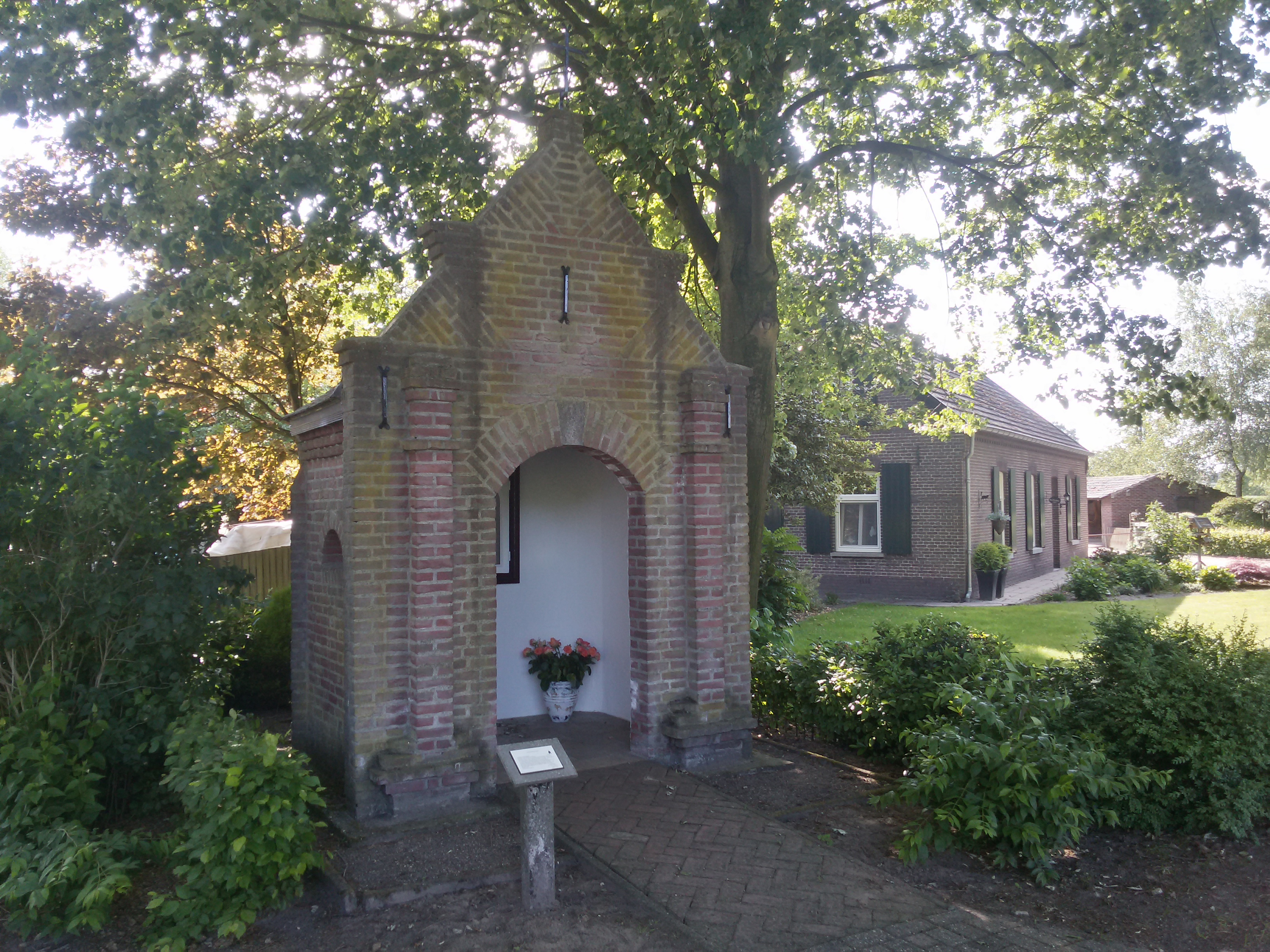
Sint-Apolloniakapel

De Sint-Apolloniakapel is een kapel in buurtschap De Hees bij Sevenum in de Nederlands Noord-Limburgse gemeente Horst aan de Maas. De kapel staat aan de Renkensstraat bij huisnummer 25. Aan het andere uiteinde van de Renkensstraat staat de Sint-Jozefkapel. Op ongeveer 600 meter naar het noordoosten staat de Sint-Donatuskapel.
De kapel is gewijd aan Apollonia van Alexandrië en werd bezocht door mensen die kiespijn hadden en hiervoor genezing zochten.

## Geschiedenis
In 1852 werd de kapel gebouwd. De kapel stond toen vlak bij de boerderij Van Ass, de plaats waar de ouders van Maria Gertrudis Aerts woonden. Maria overleed 1852 en haar ouders bouwden waarschijnlijk ter nagedachtenis van haar deze kapel.
Op 17 september 1968 werd de kapel ingeschreven in het rijksmonumentenregister.
In 1980 was de kapel in een vervallen toestand en werd ze afgebroken om op een hogere plek een aantal meter verder weer op te bouwen.

## Bouwwerk
De open kapel is gebouwd met rode bakstenen op een rechthoekig plattegrond met een driezijdige sluiting en hoeksteunberen. De frontgevel is een schoudergevel met muuranker en vlechtingen met erachter een schilddak met leien. Op de top van de frontgevel is een smeedijzeren kruis aangebracht. Rond de segmentboogvormige ingang is er een gemetselde pilasteromlijsting aangebracht en de natuurstenen sluitsteen vermeld het jaartal 1852 en de letters M.G.A., de initialen van Maria Gertrudis Aerts.
Van binnen is de kapel wit gestuukt. In de achterwand van de kapel is er een nis aangebracht die afgesloten wordt met een houten deurtje met kijkraampje. In de nis is een beeldje geplaatst van Sint-Apollonia.